# Rhatha Phongam
Rhatha Phongam (thajsky  รฐา โพธิ์งาม; * 19. května 1983), také známá pod uměleckým pseudonymem Ying (thajsky  หญิง), je thajská filmová herečka.

## Osobní a profesní život
Absolvovala Bangkockou Univerzitu. Její patrně nejznámější filmovou postavou je ústřední role Mai ve filmu Jen Bůh odpouští z roku 2013. Vedle herectví se věnuje i zpěvu. Údajně je neprovdaná.

## Filmografie (výběr)
- Mein verrücktes Jahr in Bangkok (2012)
- Jen Bůh odpouští (2013)